# 구글 콘택트 렌즈
구글 콘택트 렌즈(Google Contact Lens)는 구글이 2014년 1월 16일 발표한 스마트 콘택트 렌즈 프로젝트이다. 이 프로젝트는 눈물 내 포도당 수치를 꾸준히 측정함으로써 당뇨병 환자를 지원하는 것이 목적이다. 이 프로젝트는 Verily에 의해 수행되었으며 2014년 기준으로 프로토타입을 이용하여 테스트되었다. 2018년 11월 16일, Verily는 이 프로젝트의 중단을 발표하였다.

## 같이 보기
- 구글 글래스